# Wereldbeker schaatsen 2013/2014 - Ploegenachtervolging mannen
De ploegenachtervolging voor mannen voor de wereldbeker schaatsen 2013/2014 stond dit seizoen vier keer op het programma. De eerste was op 9 november 2013 in Calgary en de laatste was in Heerenveen op 15 maart 2014.
Titelverdediger was Nederland die het vorige seizoen alle races won. Zodoende bleven Jorrit Bergsma, Jan Blokhuijsen, Sven Kramer en Koen Verweij in het klassement Zuid-Korea en Rusland ruim voor. Nederland zette zijn ongeslagen status voort door in drie verschillende samenstellingen opnieuw alle vier de wedstrijden te winnen en dit keer de Verenigde Staten en Noorwegen voor te blijven. En passant werd ook het wereldrecord nog twee keer verbeterd.

## Podia
| Wedstrijd:     | Goud:                                                         | Tijd       | Zilver:                                                      | Tijd    | Brons:                                                                   | Tijd    |
| Calgary        | Nederland Jan Blokhuijsen Sven Kramer Koen Verweij            | 3.37,17 WR | Verenigde Staten Brian Hansen Jonathan Kuck Trevor Marsicano | 3.38,66 | Zuid-Korea Joo Hyung-joon Kim Cheol-min Lee Seung-hoon                   | 3.40,53 |
| Salt Lake City | Nederland Jan Blokhuijsen Sven Kramer Koen Verweij            | 3.35,60 WR | Verenigde Staten Shani Davis Brian Hansen Jonathan Kuck      | 3.37,22 | Zuid-Korea Joo Hyung-joon Kim Cheol-min Lee Seung-hoon                   | 3.37,51 |
| Berlijn        | Nederland Jorrit Bergsma Jan Blokhuijsen Douwe de Vries       | 3.41,46    | Zuid-Korea Joo Hyung-joon Kim Cheol-min Lee Seung-hoon       | 3.41,92 | Polen Zbigniew Bródka Konrad Niedźwiedzki Jan Szymański                  | 3.43,81 |
| Heerenveen     | Nederland Jan Blokhuijsen Christijn Groeneveld Douwe de Vries | 3.45,00    | Polen Zbigniew Bródka Konrad Niedźwiedzki Jan Szymański      | 3.45,73 | Noorwegen Håvard Bøkko Håvard Holmefjord Lorentzen Sverre Lunde Pedersen | 3.50,08 |

## Eindstand
| #  | Land             | Schaatsers                                                     | CAL | SLC | BER | HVN | Totaal |
| -- | ---------------- | -------------------------------------------------------------- | --- | --- | --- | --- | ------ |
| 1  | Nederland        | Bergsma, Blokhuijsen, Groeneveld, Kramer, Verweij, D. de Vries | 100 | 100 | 100 | 150 | 450    |
| 2  | Verenigde Staten | Davis, Hansen, Kuck, Mantia, Marsicano, Meek, Whitmore         | 80  | 80  | 30  | 90  | 280    |
| 3  | Noorwegen        | Bøkko, Lorentzen, Nilsen, Pedersen                             | 45  | 60  | 60  | 105 | 270    |
| 4  | Polen            | Bródka, Cieślak, Niedźwiedzki, Szymański                       | 50  | 25  | 70  | 120 | 265    |
| 5  | Zuid-Korea       | Joo, Kim, Lee                                                  | 70  | 70  | 80  |     | 220    |
| 6  | Canada           | Belchos, Giroux, Makowsky, D. Morrison                         | 60  | 40  | 35  |     | 135    |
| 7  | Duitsland        | Baumgärtner, Beckert, Geisreiter, Lehmann                      | 25  | 45  | 50  |     | 120    |
| 7  | Frankrijk        | Contin, Fernandez, Macé                                        | 30  | 50  | 40  |     | 120    |
| 9  | Rusland          | Grjaztsov, Joeskov, Lalenkov, Skobrev                          | 40  | 35  | 45  |     | 120    |
| 10 | Italië           | Anesi, Cignini, Giovannini, Stefani                            | 35  | 30  | 25  |     | 90     |
| 11 | Japan            | Abe, Ichinohe, Nakamura, Williamson                            | 21  | 0   | 21  |     | 42     |
| 12 | België           | Spruyt, B. Swings, M. Swings                                   | 18  | 21  | –   |     | 39     |
| 13 | Oostenrijk       | Hager, Heidegger, Smallenbroek                                 | 16  | –   | 18  |     | 34     |
| 13 | Nieuw-Zeeland    | K. Dobbin, S. Dobbin, Kay, Nation                              | –   | 18  | 16  |     | 34     |
| 15 | China            | Liu, Sun, Tian                                                 | 14  | –   | 14  |     | 28     |
| 16 | Kazachstan       | Babenko, Koezin, Zjigin                                        | –   | 16  | –   |     | 16     |

2004/2005 · 
2005/2006 · 
2006/2007 · 
2007/2008 · 
2008/2009 · 
2009/2010 · 
2010/2011 · 
2011/2012 · 
2012/2013 · 
2013/2014 · 
2014/2015 · 
2015/2016 · 
2016/2017 · 
2017/2018 · 
2018/2019 · 
2019/2020 · 
2020/2021 · 
2021/2022 · 
2022/2023 · 
2023/2024 · 
2024/2025